# فرنسيسكو كورينغو
فرنسيسكو كورينغو (بالإسبانية: Francisco Cornejo)‏ هو رسام مكسيكي، ولد في 1892 في لا باز في المكسيك، وتوفي في 1963 في المكسيك.